# Instytut Świętego Imienia Jezus
Instytut Świętego Imienia Jezus (L'institut séculier dominicain du Saint-Nom de Jésus; Saint-Nom de Jésus) - żeński instytut świecki na prawie diecezjalnym, związany z duchowością dominikańską i oddany kultowi Imienia Jezus, z siedzibą w Lyonie. Powstał z przekształcenia dominikańskiego stowarzyszenia charytatywnego założonego w Lyonie w 1889 przez Angèle Clavel. Erygowany w Lyonie w 1958, afiliowany do zakonu dominikanów w listopadzie tego samego roku, zatwierdzony ostatecznie w 1981. Działa w diecezjach francuskich, liczba członkiń wynosiła początkowo ok. 120, w 1987 ok. 50. Nie posiada domów życia wspólnego ani osobnych własnych dzieł, a jedynie centrum apostolskie w Lyonie. Wszedł w skład założonego w 1994 z trzech żeńskich instytutów świeckich L'institut Séculier Saint Dominique.